# Arundhati Roy
Arundhati Roy (in malayalam അരുന്ധതി റോയ്, traslitterato in devanagari: अरुंधती राय; Shillong, 24 novembre 1961) è una scrittrice indiana di lingua inglese e un'attivista politica impegnata nel campo dei diritti umani, dell'ambiente e dei movimenti anti-globalizzazione.

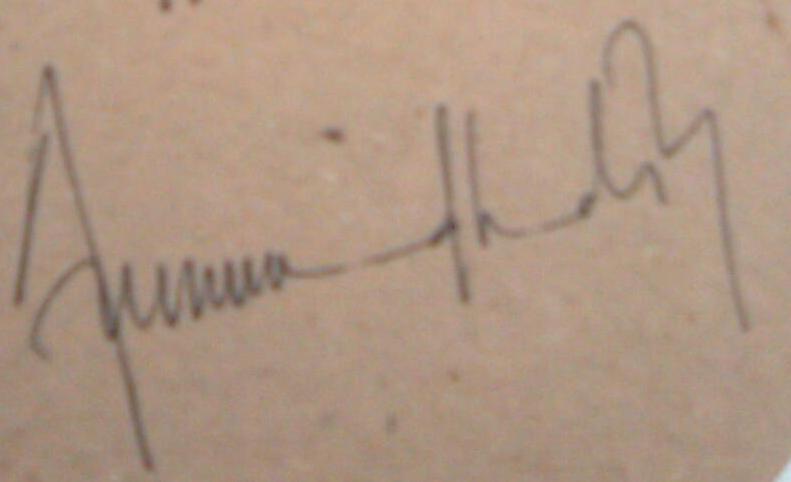
Firma di Roy

Nel 1997 ha vinto il Premio Booker col suo romanzo d'esordio, Il Dio delle piccole cose (The God of Small Things). Il suo secondo romanzo, a 20 anni dal precedente, si intitola Il ministero della suprema felicità (The Ministry of Utmost Happiness) ed è uscito in contemporanea in Italia, USA e Regno Unito nel giugno 2017.

## Biografia
Suzanna Arundhati Roy  è nata a Shillong, nello stato del Meghalaya (India), da Rajib Roy, bengalese di religione induista originario di Calcutta, gestore di una piantagione di tè, e Mary Roy, un'attivista dei diritti delle donne appartenente alla comunità di cristiani siriaci in Kerala, nota per aver intentato con successo una causa per il riconoscimento di uguali diritti fra donne e uomini nell'accesso all'eredità.
Nel 1963 i suoi genitori divorziano, e con la madre e il fratello Lalith, un anno e mezzo più grande, Arundhati si trasferisce prima in Kerala, e in seguito in una proprietà del nonno materno di Roy a Ooty, nel vicino stato del Tamil Nadu. La nonna e lo zio fanno di tutto per allontanare la bambina: la legge sull'eredità infatti privilegia i figli maschi. Alla fine, la madre Mary Roy la porta con sé quando decide di far ritorno tre anni dopo nel villaggio di Ayemenem in Kerala e avvia una scuola nei locali del Rotary Club locale.
Durante l'infanzia Arundhati frequenta un collegio di suore, la scuola di Corpus Christi a Kottayam, poi la Lawrence School a Lovedale, fondata a metà Ottocento da un ufficiale dell'esercito britannico per i figli dei soldati, e nel 1977 si iscrive alla Facoltà di Pianificazione e architettura di Delhi, dove si laurea con la tesi Sviluppo postcoloniale urbano a Delhi. Qui conosce l'architetto indiano di origini britanniche Laurie Baker, che su ispirazione del Mahatma Gandhi promuove la rinascita di pratiche edilizie regionali e l'uso di materiali locali, e condivide gli studi con Gerard da Cunha, che sposa pochi mesi dopo. La coppia, dopo aver vissuto in una baraccopoli a Delhi, si trasferisce a Goa. In questa breve esperienza di vita hippy, Arundhati si mantiene vendendo dolci ai turisti. Dopo quattro anni di matrimonio, i due si separano e Arundhati fa ritorno a Delhi, dove ottiene un posto al National Institute of Urban Affairs.
Nel 1984 il regista indipendente Pradip Krishen le offre il ruolo di protagonista, una custode di capre, nel film Massey Sahib, tratto dal romanzo Mister Johnson (1939) dello scrittore irlandese Joyce Cary. Inaspettatamente Arundhati vince una borsa di studio di otto mesi per andare in Italia a studiare il restauro dei monumenti. Nelle lettere che dall'Italia scrive a Krishen, manifesta il suo desiderio di diventare scrittrice. Al suo ritorno i due si sposano e collaborano nella realizzazione di una serie televisiva sul movimento per l'indipendenza dell'India, Bargad, e in due film: In Which Annie Gives It Those Ones (1989) e Electric Moon (1992).
Disincantata dal mondo del cinema, Roy sperimenta successivamente altri lavori, tra cui l'insegnante di aerobica, e si separa da Krishen. Una nuova carriera e una più stabile sicurezza economica le si prospettano dopo il successo del suo romanzo, Il dio delle piccole cose, pubblicato nel 1997.

## Carriera

### Gli albori: sceneggiatrice
All'inizio della sua carriera, Roy lavora per la televisione e il cinema. Con il secondo marito Pradip Krishen collabora alla realizzazione della serie televisiva in 26 episodi, Bargad (The banyan tree), commissionato dall'azienda governativa Doordarshan, che però si conclude dopo la produzione di alcuni episodi 

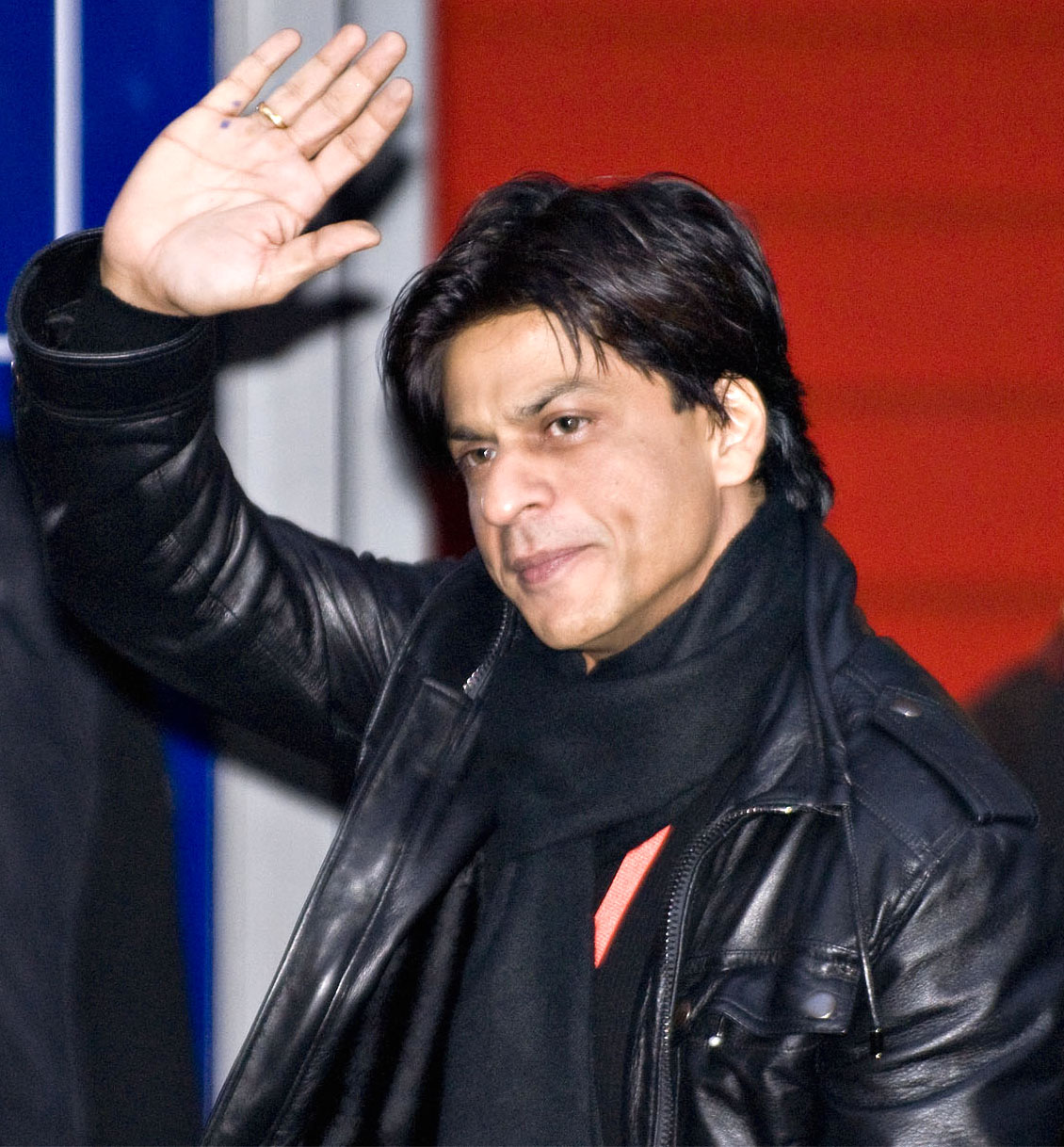
L'attore indiano Shah Rukh Khan, soprannominato "King di Bollywood", è uno dei protagonisti di "In Which Annie Gives It Those Ones" (1989), un film sceneggiato e interpretato da Arundhati Roy.

Scrive in seguito le sceneggiature di In Which Annie Gives It Those Ones (1989) ed Electric Moon (1992), entrambi diretti da Pradip Krishen. Il primo film, in parte autobiografico, è ambientato negli anni '70 e narra in tono scanzonato le vicende di un gruppo di studenti di architettura durante il loro ultimo anno all'università (il film è in parte girato alla School of Planning and Architecture di Delhi, dove Roy si è laureata). In Which Annie Gives It Those Ones, ritenuto una delle pellicole più credibili sulla vita di college indiani, ha come interpreti, oltre ad Arundhati, la futura superstar di Bollywood Shah Rukh Khan. Vincerà il premio per la migliore sceneggiatura al 36th National Film Festival e negli anni successivi diventerà un cult.
L'idea di Electric Moon (1992) trova origine in un filmato del 1984 del cameraman indipendente Ashish Chandola, How the Rhinoceront Returned, nel quale veniva ripreso un evento epocale nella storia della fauna selvatica indiana: la reintroduzione di rinoceronti nel Parco nazionale di Dudhwa in Uttar Pradesh, scomparsi nel 1878 per mano di cacciatori europei. Arundhati realizza il commento di questo documentario che, con il marito, la avvicinerà alla realtà delle foreste e dei parchi indiani. Electric Moon è un film tragicomico ambientato in un costoso lodge turistico nelle foreste dell'India centrale, dove il gestore, ex Maharajah, si diletta a confezionare la sua cultura per il consumo dei turisti occidentali, rievocando gli stili di vita dell'India coloniale.
Nei primi anni novanta Roy pubblica articoli su alcune riviste; nel 1994 attira l'attenzione dei media per un articolo molto critico sul film del regista indiano Shekhar Kapur Bandit Queen, basato sulla biografia di Phoolan Devi, una donna di bassa casta diventata la "regina dei banditi" e successivamente passata alla politica. Nella sua recensione intitolata "The Great Indian Rape Trick", Roy accusa il regista di aver sfruttato Devi e di averne distorto la vita, trasformandola dal bandito più famoso dell'India a "vittima più famosa nella storia degli stupri". Secondo Roy i realizzatori del film si sarebbero limitati a ritrarre la Bandit Queen attraverso la cifra della violenza subita anziché quella della ribellione, senza peraltro interrogarsi sulla legittimità di portare in scena lo stupro di una donna ancora in vita, senza chiederne il consenso. Quella raccontata, secondo Roy, era la versione di un libro su Phoolan Devi, non la versione di Phoolan Devi. Le critiche al film, a cui si aggiunge la richiesta di tutela dei diritti della diretta interessata, sfociano in una disputa giudiziaria che finisce davanti all'Alta Corte dell'India.
Dopo questa vicenda, Roy si dedica alla scrittura del suo primo romanzo.

### Il dio delle piccole cose

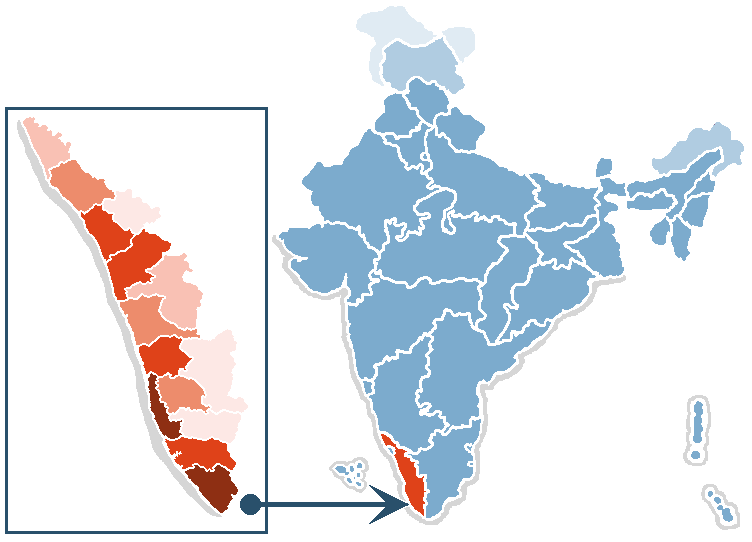
Lo stato indiano del Kerala, nel quale è ambientato "Il dio delle piccole cose"

Iniziato nel 1992, Il dio delle piccole cose viene completato nel 1996. Dedicato alla madre, è un libro in parte autobiografico. La maggior parte dei capitoli descrive l'infanzia di Arundhati nel villaggio di Ayemenem, in Kerala. La pubblicazione di questo romanzo, in contemporanea alle celebrazioni del cinquantesimo anniversario dell'indipendenza dell'India, catapulta Roy sulla scena letteraria internazionale. Nel 1997 riceve il Booker Prize, il quinto libro di scrittori indiani o di origini indiane a vincere quel premio dopo V.S. Naipaul con In a free State (1972),  I.G. Farrel con The Siege of Krishnapur (1973), Ruth Prawer Jhabvala con Head and Dust e Salman Rushdie con Midnight's children (1981).
Selezionato fra i libri dell'anno dal New York Times, il romanzo diventa un successo commerciale: Roy riceve mezzo milione di sterline in anticipo. Uscito a maggio, alla fine di giugno risulta pubblicato in 18 paesi.
Il dio delle piccole cose riceve recensioni esaltanti dai principali periodici statunitensi come il New York Times e il Los Angeles Times, e da riviste canadesi come The Toronto Star. Il Time lo segnala fra i cinque migliori libri del 1997.
Nel Regno Unito le recensioni sono meno positive, e l'assegnazione del Booker Prize provoca polemiche: uno dei giudici, Carmen Callil, definisce il romanzo "esecrabile", aggiungendo che non avrebbe mai dovuto raggiungere la shortlist. In India, il libro viene criticato dal primo ministro del Kerala E. K. Nayanar, che ne attribuisce il successo non a meriti letterari, ma al "veleno anticomunista" contenuto nelle sue pagine; sempre in Kerala, un avvocato cristiano siriaco denuncia la scrittrice per oscenità.

### L'impegno politico

Test nucleari nel mondo, 1945-2018

Roy cessa di essere considerata un'icona nazionale nel 1998, quando il Partito del popolo indiano, il Bharatiya Janata Party (BJP), al governo dal 1998 al 2004, decide di compiere dei test nucleari sotterranei, largamente approvati da quanti si identificano nel nazionalismo indù. In un saggio pubblicato nelle riviste Outlook e Frontline, intitolato “The End of Imagination”, mettendo in guardia i sostenitori della necessità degli arsenali nucleari come deterrente, Arundhati scrive: "Se c'è una guerra nucleare, i nostri nemici non saranno la Cina, l'America o qualcun altro. Il nostro nemico sarà il nostro stesso pianeta. Il cielo, l'aria, la terra, il vento e l'acqua si rivolteranno contro di noi. La loro ira sarà terribile".
È uno dei suoi primi scritti di impegno politico, a cui ne seguiranno altri, numerosissimi, raccolti da Penguin Books in una serie di cinque volumi. Questa svolta la allontana dai lettori del romanzo, per lo più anglofoni urbanizzati e appartenenti alle caste superiori, ma la rende popolare tra i tanti che non parlano inglese, emarginati a causa della loro classe sociale o etnia di appartenenza, esclusi dal progresso economico dell'India, che imparano a conoscere i suoi saggi attraverso traduzioni non autorizzate. La scrittrice tuttavia non parla di svolta: «Se avessi taciuto sui test nucleari, avrei dato l'impressione di essere favorevole», spiega. «Visto che ero sempre sulle copertine delle riviste, non parlarne sarebbe stato un gesto politico tanto quanto intervenire».
Successivamente Roy si batte contro il progetto di costruire una serie di dighe artificiali lungo il fiume Narmada, percorrendo l'intera regione e partecipando a manifestazioni contro la Corte Suprema che aveva autorizzato i lavori minacciando di far sloggiare interi villaggi. L'opinione pubblica tuttavia la deride per essersi schierata contro il progresso economico del Paese.
Nel 2001 viene accusata di aver aggredito un gruppo di persone all'esterno della sede della Corte Suprema e presenta istanza affinché le accuse vengano ritirate. La corte accoglie la domanda, ma considera offensivo il linguaggio che lei usa nella petizione e la accusa di oltraggio alla corte. La sentenza recita: «Nel dimostrare la magnanimità della legge tenendo conto che l'imputata è una donna e nella speranza che la stessa si rimetta al servizio dell'arte e della letteratura», la condanna è di 24 ore di detenzione e una multa di 2000 rupie (poco più di 20 euro).
Su questa vicenda, la regista Aradhana Seth realizza un documentario per la BBC dal titolo DAM/AGE, (gioco di parole tra diga e danno).
Nel 2009, in occasione del quarantesimo  anniversario dell'organizzazione per i diritti degli indigeni Survival International, scrive un saggio nel volume We Are One: A Celebration of Tribal Peoples, che celebra le culture delle minoranze indigene di vari paesi del mondo, e denuncia le minacce alla loro esistenza. I diritti d'autore derivanti dalla vendita di questo libro saranno devoluti a questa organizzazione.
All'inizio del 2007 Roy inizia a scrivere un secondo romanzo. Annunciato da Penguin India e Hamish Hamilton UK, Il ministero della pubblica felicità (The Ministry of Utmost Happiness) viene pubblicato nel giugno 2017, venti anni dopo l'uscita de Il dio delle piccole cose.

## Attivismo
Dopo la pubblicazione de Il dio delle piccole cose nel 1997, Roy si dedica principalmente all'attivismo politico e alla scrittura di articoli e saggi su tematiche sociali. È la portavoce del movimento anti-globalizzazione e una convinta critica del neo-imperialismo e della politica estera statunitense. Si oppone anche alle politiche indiane sulle armi nucleari, così come a quelle sull'industrializzazione e sulla crescita economica, che descrive come "criptate con potenziale genocida", nel saggio Quando arrivano le cavallette.

### Supporto al separatismo del Kashmir

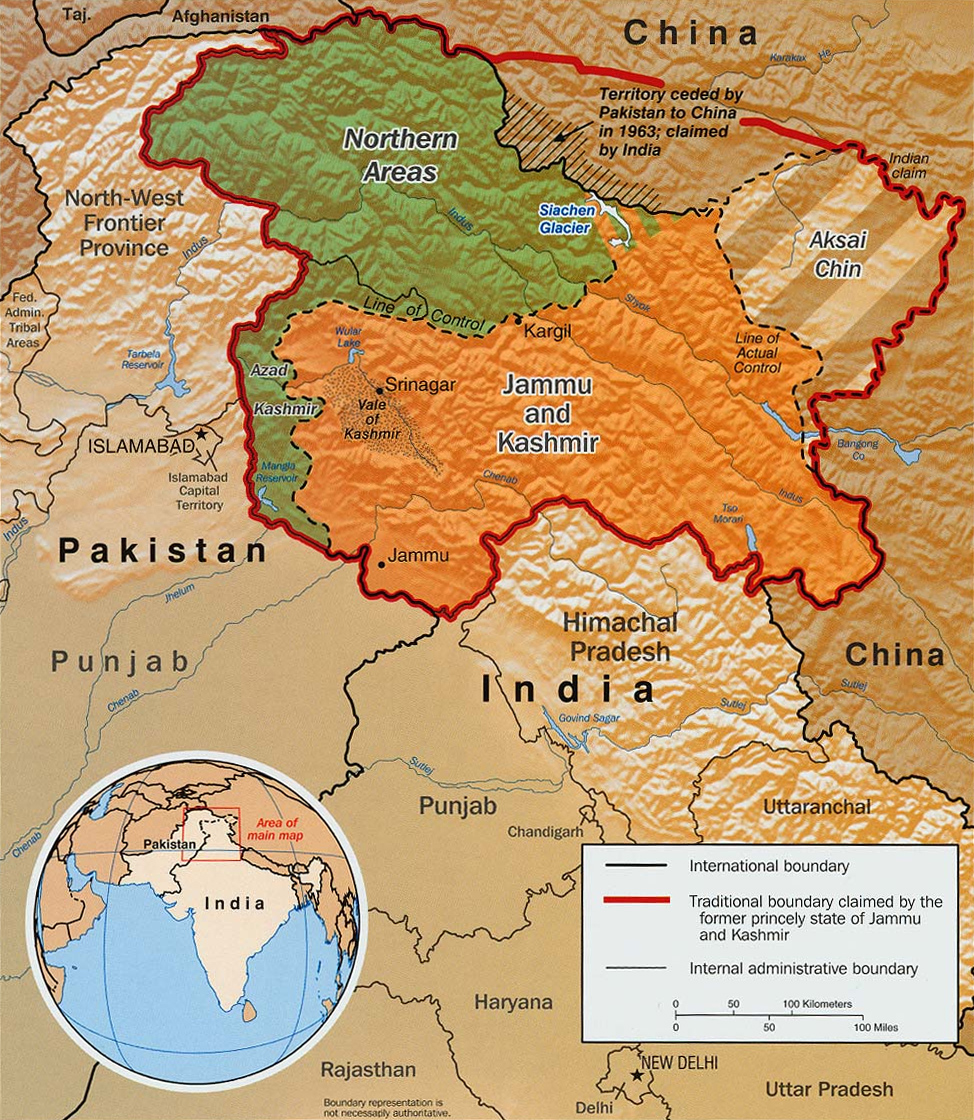
Mappa della regione del Kashmir, 2003. In verde il territorio occupato dal Pakistan, in arancio quello occupato dall'India.

Nell'agosto 2008, in un'intervista al Times of India, Arundhati Roy esprime il suo supporto all'indipendenza del Kashmir dall'India, dopo le manifestazioni di massa svoltesi quell'anno: il 18 agosto, a seguito della controversia per il trasferimento di terreni al tempio di Amarnath, circa 500,000 separatisti si erano radunati a Srinagar, nel Kashmir. Secondo Roy, le manifestazioni erano un segnale che i kashmiri desideravano la separazione dall'India, non l'unione con essa.
Per le sue affermazioni è stata criticata dal Congresso Nazionale Indiano e dal Partito Bharatiya Janata. Satya Prakash Malaviya, membro della Commissione All India del Congresso, ha chiesto a Roy di ritirare la sua "irresponsabile" dichiarazione, ritenendola "contraria ai fatti storici": "Se avesse ripassato le sue conoscenze di storia saprebbe che lo stato principesco del Kashmir è entrato a far parte dell'Unione dell'India dopo che il suo precedente regnante, il Maharaja Hari Singh, ebbe firmato debitamente lo Strumento di Adesione il 26 ottobre 1947. E lo stato, di conseguenza, è diventato parte dell'India esattamente come tutti gli altri stati principeschi.
Nel 2010 Roy è stata accusata di sedizione dalla polizia di Nuova Delhi assieme al leader separatista degli Hurryat, Syed Ali Shah Geelani, e altri, per i discorsi "anti-India" tenuti alla conferenza nel Kashimir "Azadi: The only way".

### Il Progetto Sardar Sarovar
Arundhati ha preso parte con l'attivista Medha Patka alla campagna contro il progetto della diga sul fiume Narmada, nello stato del Gujarat, sostenendo che essa non avrebbe apportato i benefici per l'irrigazione e l'acqua potabile prospettati, mentre avrebbe costretto al trasferimento mezzo milione di persone, private di un'adeguata compensazione. Roy ha donato il denaro ricevuto con la vincita del Booker Prize e i diritti dei suoi libri sul progetto al movimento Narmada Bachao Andolan. Ha partecipato inoltre alla realizzazione del documentario del 2002 Drowned Out, di Franny Armstrong, sul progetto della diga. L'opposizione di Roy al progetto è stata criticata e definita "diffamatoria del Gujarat" dai leader del Congresso e del Partito del Popolo Indiano (BJP) del Gujarat.

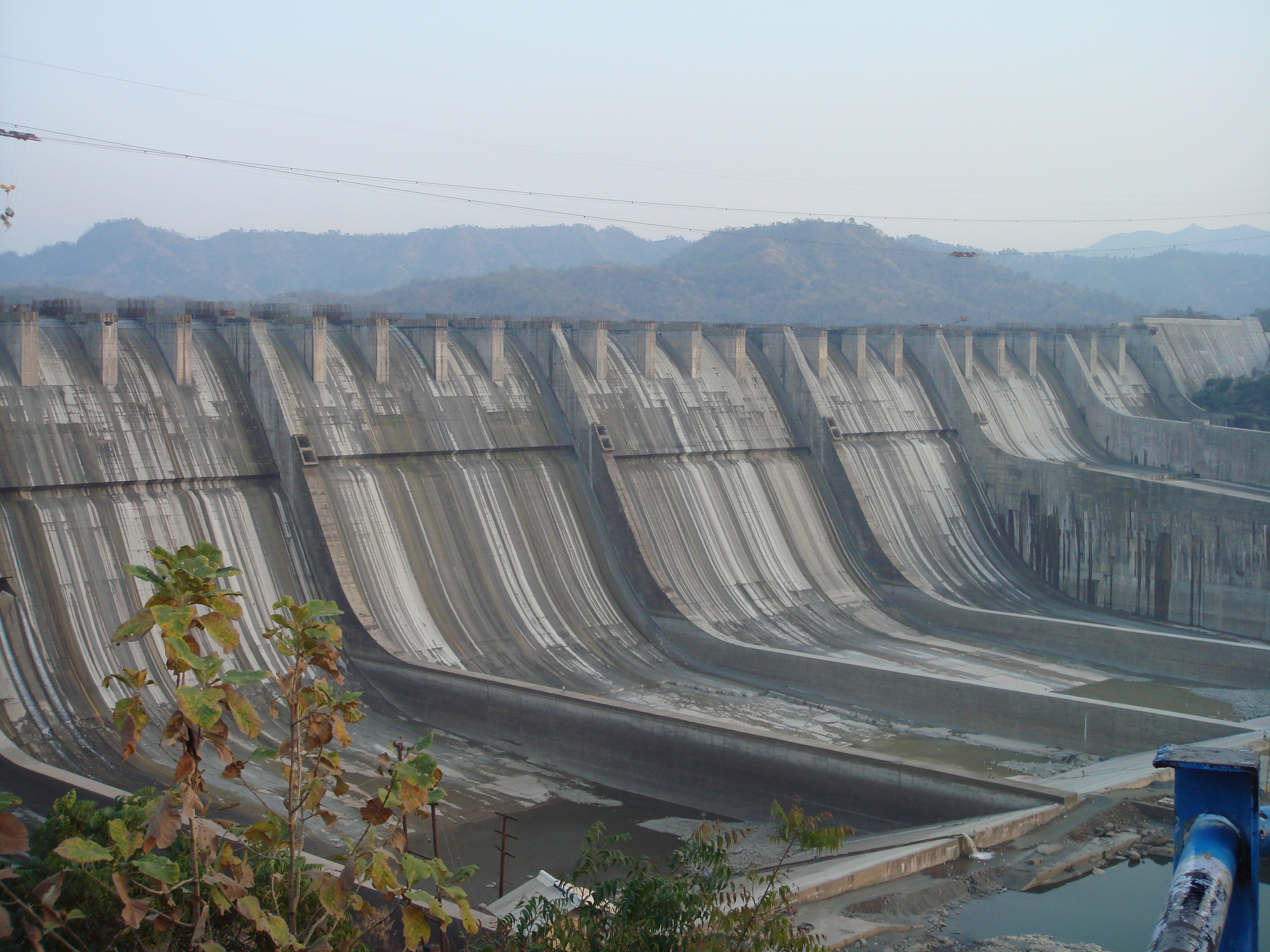
Sardar Sarovar Dam 2006, India

Nel 2002, Roy ha risposto con una deposizione giurata scritta a una notifica di oltraggio indirizzatale dalla Corte Suprema dell'India, affermando che la decisione della Corte di aprire il processo per oltraggio sulla base di una petizione fallace e non comprovata, mentre si rifiutava di indagare sulle accuse di corruzione negli accordi degli appalti militari adducendo come scusa il sovraccarico di casi, indicava una "inquietante inclinazione" della stessa Corte a tacitare le critiche e il dissenso di coloro che non concordavano con essa. La Corte ha ritenuto che la dichiarazione di Roy, per la quale la scrittrice rifiutò di scusarsi o di ritrattare, costituisse un oltraggio criminale e l'ha condannata ad un "simbolico" giorno di carcere e ad una multa di 2500 rupie. Roy ha scontato la sentenza facendo un solo giorno di carcere e ha optato per il pagamento della multa, piuttosto che fare altri tre mesi di prigione per inadempienza.
Lo storico ambientalista Ramachandra Guha è stato critico nei confronti dell'attivismo di Roy contro la diga. Seppur ne abbia riconosciuto "il coraggio e dedizione" alla causa, ha definito il suo attivismo "iperbolico" e "auto-indulgente": "La tendenza di Roy di esagerare e semplificare, la sua visione manichea del mondo, e il suo tono acuto e intimidatorio, hanno dato una cattiva nomea all'analisi ambientale". Secondo Guha la critica di Roy ai giudici della Corte Suprema che stavano esaminando una petizione avanzata dal Narmada Bachao Andolan, era stata irresponsabile e incauta. In sua risposta Roy ha spiegato che il tono appassionato e isterico dei suoi scritti era intenzionale: "Io sono isterica. Io sto urlando dai maledetti tetti. E lui e il suo piccolo club pieno d'orgoglio fanno 'Shhh....sveglierai i vicini!' Io voglio svegliare i vicini, è il mio obiettivo. Voglio che tutti aprano gli occhi".
La sociologa e attivista dei diritti umani Gail Omvedt ebbe con Roy discussioni accese ma costruttive sulla strategia del movimento contro la diga: per Roy era necessario fermarne completamente i lavori di costruzione, per Omvedt andavano cercate alternative di compromesso.

### Politica estera statunitense, la guerra in Afghanistan

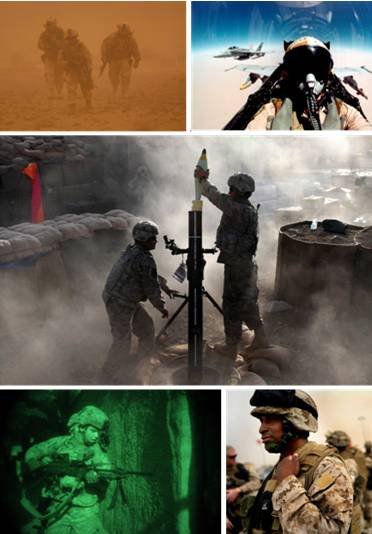
Guerra in Afghanistan, 2001

Nel 2001, in un editoriale nel quotidiano britannico The Guardian, intitolato "L'algebra della giustizia infinita", Arundhati Roy ha risposto all'invasione militare statunitense dell'Afghanistan, sostenendo che essa era una rappresaglia per gli attacchi dell'11 settembre: "Il bombardamento dell'Afghanistan non è una vendetta per New York e Washington. È un ennesimo atto di terrore contro le popolazioni del mondo".
Secondo Roy, il presidente americano George W. Bush, e il primo ministro britannico Tony Blair erano colpevoli di un bipensiero alla Grande Fratello: "Quando ha annunciato gli attacchi aerei, il presidente George Bush ha detto: 'Noi siamo una nazione pacifica'. L'ambasciatore preferito dell'America, Tony Blair (che ricopre anche l'incarico di Primo Ministro del Regno Unito) gli ha fatto eco: 'Noi siamo un popolo pacifico'. Dunque adesso lo sappiamo. I maiali sono cavalli. Le ragazze sono ragazzi. La guerra è pace". Secondo Arundhati, gli USA non potevano affermare di essere una nazione pacifica e amante della libertà, avendo mosso guerra alla Cina e altre 19 nazioni del Terzo Mondo, a partire dalla Seconda Guerra Mondiale; il governo statunitense avevano inoltre appoggiato il movimento talebano, che una volta al potere si era accanito contro le donne, picchiandole, lapidandole, stuprandole e brutalizzandole, e l'Alleanza del Nord, "i cui precedenti non sono molto diversi da quelli dei talebani".
Nella conclusione del suo articolo, Roy individua nel capitalismo statunitense il vero colpevole: "In America, l'industria delle armi, l'industria del petrolio, le principali reti di comunicazione, e invero, la politica estera statunitense, sono tutte controllate dagli stessi gruppi d'affari", e pone gli attacchi al World Trade Center e all'Afghanistan sullo stesso piano morale, quello del terrorismo, interrogandosi infine sulla possibilità di immaginare la bellezza dopo il 2001.
Nel maggio 2003 Roy ha tenuto alla chiesa di Riverside di New York, un discorso intitolato "Mix istantaneo di democrazia imperiale (Compra uno, prendi uno gratis)", durante il quale ha descritto gli USA come un impero globale che si riserva il diritto di bombardare qualunque suo suddito in qualunque momento, facendo derivare la sua legittimità direttamente da Dio. Il suo discorso ha rappresentato un'accusa all'intervento statunitense in Iraq. Nel giugno 2005 ha preso parte al Tribunale Mondiale in Iraq, e nel marzo 2006 ha criticato la visita del Presidente americano Bush in India, definendolo un "criminale di guerra".

### Riarmo nucleare indiano
In risposta ai test di armi nucleari a Pokaran, nel Rajasthan, Roy ha scritto “La fine dell’immaginazione” (1998), una critica alla politica nucleare del governo indiano. È stato pubblicato nella raccolta “Il costo della vita” (1999), in cui Roy esprime anche la sua opposizione ai massicci progetti di dighe idroelettriche negli stati centrali e occidentali del Maharashtra, Madhya Pradesh e Gujarat.

### Critica a Israele
Nell’agosto 2006 Roy, assieme a Noam Chomsky, Howard Zinn e altri, sottoscrive una lettera inviata al giornale The Guardian in cui la guerra in Libano viene definita un “crimine di guerra”, e Israele accusato di "terrorismo di stato”.
Nel 2007 Roy è stata una degli oltre cento artisti e scrittori che hanno sottoscritto una lettera aperta, lanciata dal gruppo Queers Undermining Israeli Terrorism (QUIT!) e dal gruppo South West Asian, North African Bay Area Queers (SWANABAQ) che invitava il San Francisco International LGBT Film Festival a “onorare la chiamata per un boicottaggio internazionale delle istituzioni politiche e culturali di Israele, interrompendo la sponsorizzazione del consolato israeliano al LGBT Film Festival e rifiutandosi di co-sponsorizzare altri eventi con esso”.

### Attacco al Parlamento indiano del 2001
Roy ha sollevato interrogativi riguardo alle indagini sull'attacco al Parlamento indiano del 2001 e al processo agli accusati. Ha chiesto la sospensione della pena di morte di Mohammad Afzal mentre veniva condotta un’indagine parlamentare, e ha denunciato la copertura mediatica del processo. Il portavoce del Partito del Popolo Indiano (BJP) Prakash Javadekar ha criticato Roy per aver definito il terrorista Mohammad Afzal un "prigioniero di guerra", affermando che Arundhati è "prigioniera del suo stesso dogma". Afzal è stato impiccato nel 2013.

### L'Incidente Muthanga
Nel 2003, il movimento Adivasi Gothra Maha Sabha, sostenitore dei diritti terrieri degli Adivasi in Kerala, ha organizzato l'occupazione di una parte dei terreni di una ex piantagione di eucalipto nella riserva Wayanad Wildlife Sanctuary, al confine tra Kerala e Karnataka. Dopo 48 giorni, forze di polizia sono state inviate nella zona per sgomberare gli occupanti: un membro della protesta e un poliziotto sono rimasti uccisi, e i capi del movimento sono stati arrestati. Arundhati Roy si è recata nella zona, ha fatto visita ai leader in prigione e ha scritto una lettera aperta al capo-ministro del Kerala, A. K. Antony, affermando: "Hai del sangue sulle tue mani".

### Commenti agli attacchi a Mumbai del 2008
In un editoriale per il The Guardian (13 dicembre 2008), Roy ha affermato che gli attacchi a Mumbai del novembre 2008 non possono essere visti come fenomeni isolati, ma vanno intesi nel contesto di più ampie problematiche storiche e sociali della regione, come la povertà diffusa, la partizione dell'India ("Il calcio d'addio finale del Regno Unito nei nostri confronti"), le atrocità commesse durante le violenze del 2002 in Gujarat, e il conflitto del Kashmir ancora in corso. Nonostante questa richiesta di contestualizzazione, Roy ha dichiarato chiaramente nell'articolo che "nulla può giustificare il terrorismo", definendolo "un'ideologia senza cuore". Ha messo in guardia contro una guerra col Pakistan, sostenendo che è difficile "individuare la provenienza di un attacco terroristico e isolarlo all'interno dei confini di una singola nazione", e che la guerra potrebbe "far precipitare l'intera regione nel caos".
Le sue affermazioni sono state duramente criticate da Salman Rushdie e altri, che l'hanno condannata per aver collegato gli attacchi di Mumbai al Kashmir e alle ingiustizie economiche contro i musulmani in India; Rushdie ha inoltre criticato Roy per il suo attacco allo status iconico del Taj Mahal. La scrittrice indiana Tavleen Singh ha apostrofato i commenti di Roy come "gli ultimi della sua serie di diatribe isteriche contro l'India e ogni cosa indiana".

### Critica al governo dello Sri Lanka

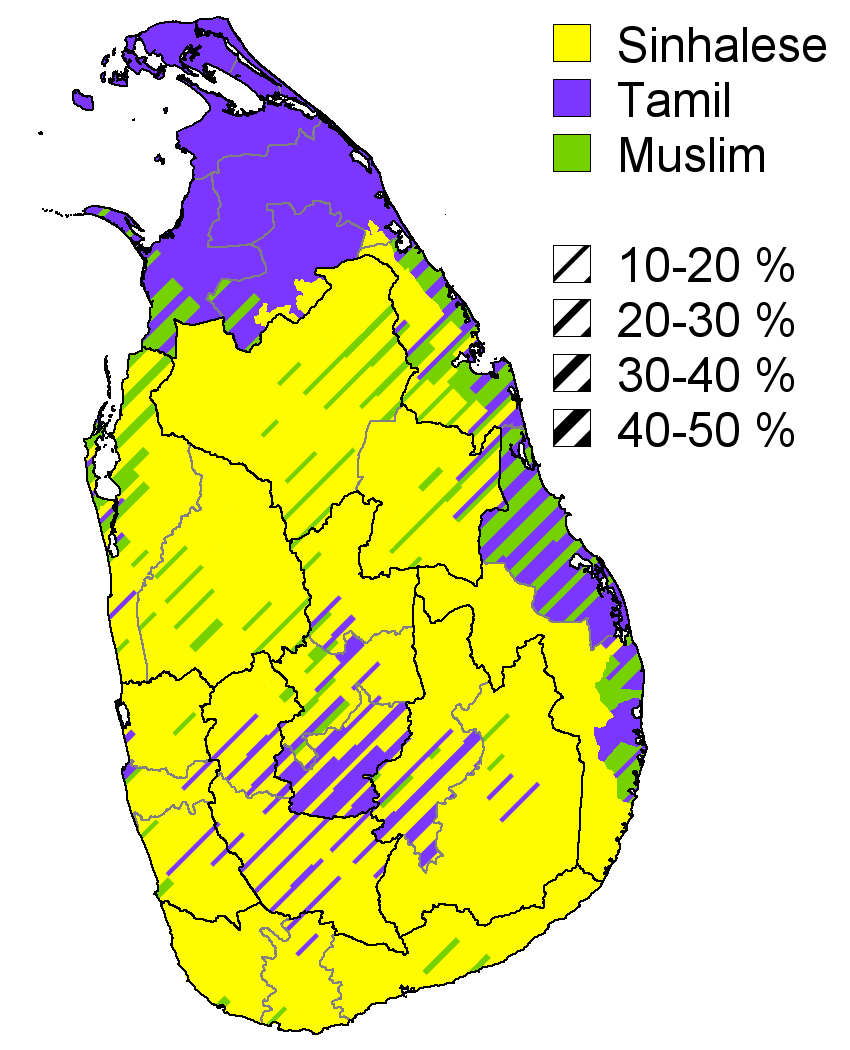
Gruppi etnici in Sri Lanka, 2012.

Nell'aprile del 2009, in un editoriale del Guardian, Roy ha invitato l'opinione pubblica internazionale a prestare la sua attenzione a quello che lei ha definito "un possibile genocidio dei Tamil in Sri Lanka sponsorizzato dal governo", citando testimonianze raccolte nei "campi di concentramento" in cui i Tamil venivano ammassati, quali parti di quella che descrive come una "guerra sfrontata e apertamente razzista". Ruvani Freeman, una scrittrice dello Sri Lanka ha obiettato le affermazioni di Roy definendole "male informate e ipocrite", e l'ha criticata per il suo "whitewashing delle atrocità delle Tigri Tamil (LTTE)". Roy ha così ribattuto a queste accuse: "Non posso ammirare coloro che chiedono la giustizia solo per loro stessi e non per tutti. Tuttavia ritengo che le Tigri Tamil e il loro feticismo per la violenza si siano sviluppate nel crogiolo delle ingiustizie mostruose e razziste che il governo dello Sri Lanka e larga parte della società Sinhala hanno inflitto ai Tamil per decenni".

### Opinioni sui Naxaliti
Roy ha criticato le iniziative armate del governo indiano contro le insurrezioni di Naxaliti (gruppi maoisti) in India, chiamandole "guerra contro i più poveri della nazione". A suo parere il governo avrebbe "abdicato le sue responsabilità nei confronti della popolazione", lanciando l'offensiva contro i Naxaliti per sostenere le corporazioni con le quali ha firmato il Memorandum d'Intesa. Nonostante le considerazioni di Roy abbiano ricevuto il supporto di diverse personalità, la sua descrizione dei Maoisti come "Gandhiani" ha suscitato polemiche. In altre occasioni, Roy aveva descritto i Naxaliti come patrioti "di un genere" che "combatte per mettere in pratica la Costituzione (mentre) il governo la vandalizza".

### Accuse di sedizione
Nel novembre 2010, Roy, Syed Ali Sha Geelani e altri cinque sono stati accusati di sedizione dalla polizia di Nuova Delhi. L'archiviazione del First Information Report aveva seguito la direttiva di una corte locale riguardo a una petizione compilata da Sushil Pandit, che sosteneva che Geelani e Roy avevano tenuto discorsi anti-India alla conferenza "Azadi: the only way" il 21 ottobre 2010. Nelle parole di Arundhati Roy, "il Kashmir non è mai stato parte integrante dell'India. È un fatto storico. Anche il governo indiano l'ha accettato".
Una corte di Nuova Delhi ha ordinato alla polizia di rispondere alla richiesta dopo che il governo centrale si è rifiutato di accusare Roy, affermando che le accuse erano inappropriate.

### Critica ad Anna Hazare

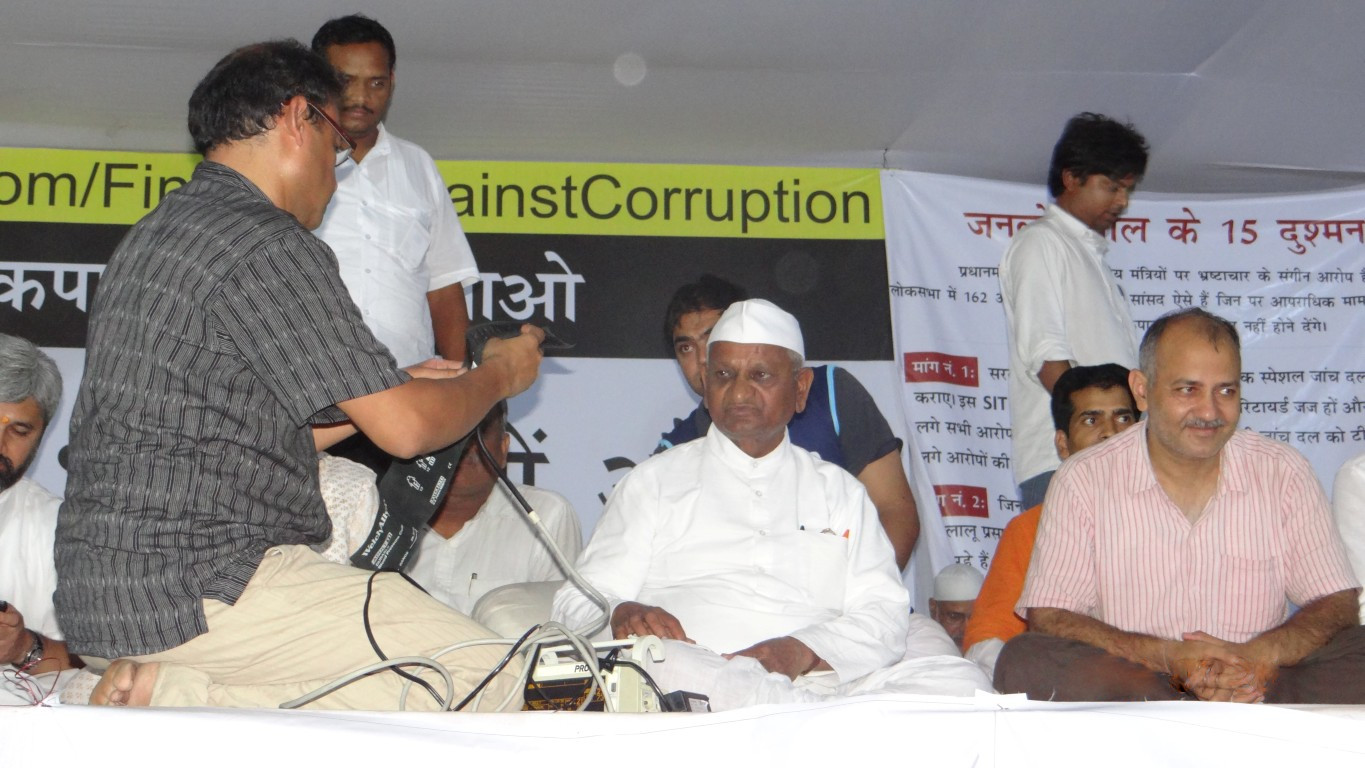
Il militante indiano Anna Hazare, sostenitore del movimento anticorruzione che nel 2011 portò all'approvazione del Lopkal Bill.

Il 21 agosto 2011, al culmine della campagna anti-corruzione promossa da Anna Hazare, Arundhati Roy critica l'attivista sociale indiano e il suo movimento in un editoriale pubblicato nel quotidiano The Hindu, nel quale mette in discussione le credenziali secolari di Hazare, evidenziando i finanziamenti ottenuti dalla campagna, il suo tempismo sospetto, il suo silenzio in merito alla corruzione nel settore privato. Nell'articolo esprime il suo timore che l'autorità anticorruzione, il Lokpal, finisse col creare "due oligarchie, invece di una soltanto". Secondo Roy il movimento di Hazare demonizzando solo il governo si stava preparando a chiedere "maggior privatizzazione, maggior accesso alle infrastrutture pubbliche e alle risorse naturali dell'India". Ironizzando, aggiunge: "potrebbe non volerci molto prima che la Corruzione Aziendale venga resa legale e rinominata Tariffa di Lobbismo".
Nel suo articolo Roy ha attaccato anche i media, accusati di diffondere in modo smisurato la compagna di Hazare. In un'intervista al Kindle Magazine, Roy evidenzia il ruolo della promozione e del target di riferimento dei media nel determinare quanto gli scioperi della fame "funzionino come strumenti di mobilitazione politica", e rileva la disparità nell'attenzione che il digiuno di Hazare ha ottenuto, rispetto alla protesta sostenuta da dieci anni da Irom Sharmila "per richiedere l'abrogazione di una legge che consente agli ufficiali non commissionati di uccidere sulla base del sospetto - una legge che ha condotto a molta sofferenza". Il paragone di Roy del progetto di legge Jan Lokpal con i maoisti, in cui afferma che entrambi cercano "di rovesciare lo Stato Indiano" si è scontrato con il risentimento dei membri dell'India Against Corruption (IAC). L'attivista sociale indiana Medha Patkar ha definito il commento di Roy "altamente fuori luogo", e ha sottolineato la natura "pacifica, non-violenta" del movimento
Concludendo, Roy ha sostenuto che "una campagna anti-corruzione è una campagna che fa sempre successo. Include chiunque, dall'estrema sinistra all'estrema destra, e anche gli estremamente corrotti. Nessuno avrebbe mai intenzione di dire di essere a favore della corruzione dopotutto... Io non sono contro una forte proposta di legge anti-corruzione, ma la corruzione è solo la manifestazione di un problema, non il problema stesso".

### Opinioni su Narendra Modi
Nel 2013 Roy ha descritto la candidatura alle presidenziali di Narendra Modi "una tragedia", aggiungendo che le grandi compagnie lo stavano sostenendo in quanto egli risultava il candidato "più militarista e aggressivo".

## Premi
- 1989. Premio per la migliore sceneggiatura al 37th National Film Award per In Which Annie Gives It Those Ones. Nel 2015 ha restituito il premio come protesta contro l'intolleranza religiosa e la crescente violenza dei gruppi della destra nazionalista in India[86].
- 1997. Booker Prize per il suo romanzo Il dio delle piccole cose (valore circa 30.000 dollari[87])
- 2002.  Lannan Foundation's Cultural Freedom Award per onorare la sua vita e il suo lavoro nelle lotte a favore della libertà, giustizia e diversità culturale"[88]
- 2003. "Speciale riconoscimento", con Bianca Jagger, Barbara Lee e Kathy Kelly, come Donna della Pace al Global Exchange Human Rights Awards, a San Francisco.
- 2004. Premio per la Pace di Sydney per il suo lavoro nelle campagne sociali e il suo attivismo non-violento[89][90].
- 2006. Premio Sahitya Akademi dell'Accademia delle Lettere dell'India, per la sua raccolta di saggi su tematiche contemporanee, "L'algebra della giustizia infinita". Arundhati si rifiuterà di accettarlo "per protesta contro il governo indiano che segue la linea statunitense 'perseguendo politiche violente e spietate di brutalizzazione dei lavoratori dell'industria, aumentando la militarizzazione e la neo-liberalizzazione economica"[91][92].
- 2011. Premio Norman Mailer[93]

Nel 2014 Arundhati Roy è stata menzionata nella lista di Time 100 come una delle 100 personalità più influenti del mondo.

## Opere

### Romanzi
- Il dio delle piccole cose (The God of Small Things), trad. Chiara Gabutti, Parma, 1997, ISBN 978-88-774-6958-8.
- Il ministero della suprema felicità (The Ministry of Utmost Happiness), Parma, Guanda, 2017, ISBN 9788823518148

### Saggistica (per data di pubblicazione)
- The End of Imagination, Kottayam: D.C. Books, 1998. ISBN 81-7130-867-8
- The Cost of Living, Flamingo, 1999. ISBN 0-375-75614-0. Trad. it.: La fine delle illusioni, Guanda, 1999, ISBN 88-7746-958-7
- The Greater Common Good, Bombay: India Book Distributor, 1999. ISBN 81-7310-121-3
- The Algebra of Infinite Justice, Flamingo, 2002. ISBN 0-00-714949-2
- Power Politics. Cambridge: South End Press, 2002. ISBN 0-89608-668-2
- War Talk. Cambridge: South End Press, 2003. ISBN 0-89608-724-7
- An Ordinary Person's Guide To Empire. Consortium, 2004. ISBN 0-89608-727-1
- (EN) Public Power in the Age of Empire, New York, Seven Stories Press, 2004, ISBN 9781583226827.
- The Checkbook and the Cruise Missile: Conversations with Arundhati Roy. Interviews by David Barsamian. Cambridge: South End Press, 2004. ISBN 0-89608-710-7. Trad. it.: L'impero e il vuoto : conversazioni con David Barsamian, introduzione di Naomi Klein, Guanda, 2004, ISBN 88-8246-768-6
- The Shape of the Beast: Conversations with Arundhati Roy. New Delhi: Penguin, 2008. ISBN 978-0-670-08207-0
- Listening to Grasshoppers: Field Notes on Democracy. New Delhi: Penguin, 2010. ISBN 978-0-670-08379-4. Trad. it.: Quando arrivano le cavallette, traduzione di Giovanni Garbellini, Parma, Guanda, 2011, ISBN 978-88-6088-350-6
- Broken Republic: Three Essays. New Delhi: Hamish Hamilton, 2011. ISBN 978-0-670-08569-9. Trad. it.: In marcia con i ribelli, Guanda, 2012, ISBN 978-88-6088-688-0
- Walking with the Comrades. New Delhi: Penguin, 2011. ISBN 978-0-670-08553-8. Trad. it.: Nella giungla con i compagni : incontri con i guerriglieri nell'India centrale, Zambon 2011, ISBN 978-88-87826-72-2
- Kashmir: The Case for Freedom. Verso, 2011. ISBN 1-844-67735-4
- (EN) The Hanging of Afzal Guru and the Strange Case of the Attack on the Indian Parliament, New Delhi, Penguin, 2013, ISBN 978-0143420750. - Trad. it.: La strana storia dell'assalto al parlamento indiano, Guanda, 2007, ISBN 978-88-6088-090-1
- Capitalism: A Ghost Story. Haymarket Books, 2014. ISBN 978-1-60846-385-5[95]. Trad. it.: I fantasmi del capitale, Guanda, 2015, ISBN 978-88-235-1124-8

### Traduzioni italiane (ordinate per titolo)
- Ahisma : scritti su impero e guerra, Roma, Datanews, 2003
- Con gli insorti naxaliti nel cuore della foresta indiana, Torino, Porfido, 2010,   https://web.archive.org/web/20170827090214/http://www.porfidolibri.org/edizioni-porfido/con-gli-insorti-naxaliti
- Cose che si possono e non si possono dire : saggi e conversazioni, Arundhati Roy, John Cusack; traduzione di Federica Oddera, Parma, Guanda, 2016, ISBN 978-88-235-1699-1
- I fantasmi del capitale, traduzione di Federica Oddera, Parma, Guanda, 2015, ISBN 978-88-235-1124-8
- La fine delle illusioni, traduzione di Chiara Gabutti e Marina Astrologo, Parma, Guanda, 1999, ISBN 88-7746-958-7
- Guerra è pace, Parma, Guanda, 2002, ISBN 88-8246-447-4
- Guida all'impero per la gente comune, Parma, Guanda, 2003, ISBN 88-8246-633-7
- L'impero e il vuoto : conversazioni con David Barsamian, introduzione di Naomi Klein, traduzione di Federica Oddera, Parma, Guanda, 2004, ISBN 88-8246-768-6
- In marcia con i ribelli, traduzione di Giovanni Garbellini, Parma, Guanda, 2012, ISBN 978-88-6088-688-0
- Nella giungla con i compagni : incontri con i guerriglieri nell'India centrale, prefazione di Einar Schlereth, Jesolo, Zambon 2011, ISBN 978-88-87826-72-2
- Quando arrivano le cavallette, traduzione di Giovanni Garbellini, Parma, Guanda, 2011, ISBN 978-88-6088-350-6
- La speranza, nel frattempo : una conversazione con Arundhati Roy, John Berger e Maria Nadotti, Bellinzona, Casagrande, 2010, ISBN 978-88-7713-598-8
- La strana storia dell'assalto al parlamento indiano, traduzione di Giovanni Garbellini, Parma, Guanda, 2007, ISBN 978-88-6088-090-1

### Articoli e saggi online (in inglese)
- “The End of Imagination”. (Frontline / Outlook. Agosto 1998)
- “The Greater Common Good”. (Frontline / Outlook. Giugno 1999)
- “The Greater Common Good II”. (Outlook. Luglio 1999)
- “The Cost of Living”. (Frontline. Febbraio 2000)
- “Power Politics: The Reincarnation of Rumpelstiltskin”. (Outlook. Novembre 2000)
- “The Algebra of Infinite Justice”. (Outlook. Ottobre 2001)
- “War Is Peace”. (Outlook. Ottobre 2001)
- “Shall We Leave It to the Experts? ”. (Outlook.  Gennaio 2002)
- “Democracy” . (Outlook. Marzo 2002)
- “War Talk: Summer Games With Nuclear Bombs”. (Frontline / Outlook. Giugno 2002)
- “Peace Is War: The Collateral Damage of Breaking News”. (Centre for the Study of Developmental Studies. 2004)
- “Mesopotamia, Babylon, the Tigris and Euphrates” . (Outlook / Guardian. Aprile 2003)
- “Seize the Time”. (In These Times. Giugno 2003)
- “The Loneliness of Noam Chomsky” . (The Hindu / Outlook. Agosto 2003)
- “Let Us Hope the Darkness Has Passed”. (Guardian. Maggio 2004)
- “The Road to Harsud”. (Outlook. Luglio 2004)
- “People vs. Empire” Archiviato il 17 aprile 2015 in Internet Archive. (In These Times. Dicembre 2004)
- “And His Life Should Become Extinct”. (Outlook. Ottobre 2006)
- “Scandal in the Palace”. (Outlook. Ottobre 2007)
- “Listening to Grasshoppers”. (Outlook. Febbraio 2008)
- “Azadi”. (Outlook. Settembre 2008)
- “9 Is Not 11”. (Outlook. Dicembre 2008)
- “Mr. Chidambaram’s War”. (Outlook. Novembre 2009)
- “Walking With the Comrades”. (Outlook. Marzo 2010)
- “Operation Green Hunt's Urban Avatar” (Dawn. Giugno 2010)
- “The Trickledown Revolution”. (Outlook. Settembre 2010)
- “I'd Rather Not Be Anna”. (The Hindu. Agosto 2011)
- “Dead Men Talking”. (Outlook. Ottobre 2011)
- “Capitalism: A Ghost Story”. (Outlook. Marzo 2012)
- “Democracy’s Failing Light”. (Outlook. Luglio 2013)
- “A Perfect Day for Democracy”. (The Hindu. Febbraio 2013)
- “The Doctor and the Saint: Ambedkar, Gandhi and the Battle Against Caste” Archiviato il 9 gennaio 2015 in Internet Archive.. (Caravan. Marzo 2014)
- “India’s Shame” Archiviato il 15 aprile 2019 in Internet Archive.. (Prospect Magazine. Dicembre 2014)